# Eburneana scharffi
Espèce
Eburneana scharffi est une espèce d'araignées aranéomorphes de la famille des Salticidae.

## Distribution
Cette espèce est endémique de Tanzanie.

## Publication originale
- Wesołowska & Szűts, 2001 : A new genus of ant-like jumping spider from Africa (Araneae: Salticidae). Annales Zoologici, Warszawa, vol. 51, no 4, p. 523-528.